# Pompeï (gemeente)
Pompeï (Italiaans: Pompei, Latijnse naam: Pompeii) is een gemeente en onderdeel van de metropolitane stad Napels, voor 2015 de Italiaanse provincie Napels (regio Campanië), en telt 25.726 inwoners (31 december 2004). De oppervlakte bedraagt 12,4 km², de bevolkingsdichtheid is 2146 inwoners per km².

## Geboren
- Pino D'Angiò (1952-2024), zanger
- Carmine Abbagnale (1962), roeier
- Agostino Abbagnale (1966), roeier
- Elisabetta Oliviero (1997), voetbalster